# Stora Grubbsjön
Stora Grubbsjön är en sjö i Vilhelmina kommun i Lappland och ingår i Ångermanälvens huvudavrinningsområde. Sjön har en area på 0,128 kvadratkilometer och ligger 684,2 meter över havet. Vid provfiske har elritsa och öring fångats i sjön.

## Delavrinningsområde
Stora Grubbsjön ingår i det delavrinningsområde (720475-148925) som SMHI kallar för Utloppet av Stora Grubbsjön. Medelhöjden är 704 meter över havet och ytan är 0,41 kvadratkilometer. Räknas de 2 avrinningsområdena uppströms in blir den ackumulerade arean 0,74 kvadratkilometer. Vattendraget som avvattnar avrinningsområdet har biflödesordning 5, vilket innebär att vattnet flödar genom totalt 5 vattendrag innan det når havet efter 358 kilometer. Avrinningsområdet består mestadels av skog (68 procent). Avrinningsområdet har 0,13 kvadratkilometer vattenytor vilket ger det en sjöprocent på 33,1 procent.